# 류국화
류국화(1972년 ~)는 2017년 싱글 [못난사람]으로 데뷔했다.

## 방송
- 슈퍼 디바 2012 (2012) - Top16(14위)
- 쇼퀸 (2023) - Top45(38위)

## 음반
- 못난사람 (2017)